# أسطرلاب خطي

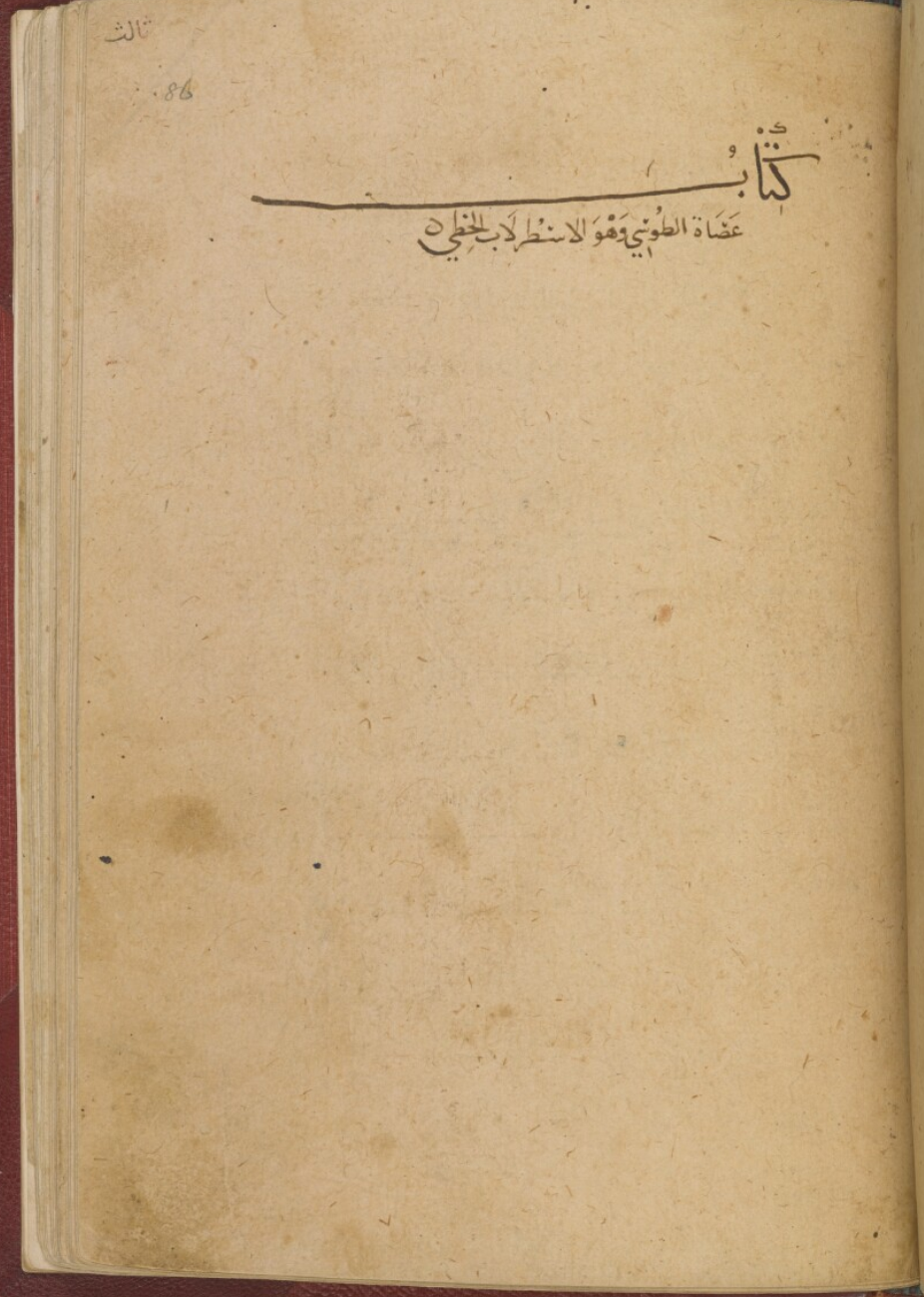
الصفحة الأولى من كتاب عصاة الطوسي.

الأَسْطُرْلاَب الخَطِّيّ أو عَصَا الطُّوسِيّ أو عَصَاة الطُّوسِيّ هو أسطرلاب على شكل عصا اخترعه شرف الدين الطوسي. ويتألف هذا الأسطرلاب من عصا عليها ثلاث خيوط: خيط أول مثبت في منتصفها هو مسقط القطب الشمالي، وخيط ثان مثبت عند أحد طرفيها يمثل ميل دائرة الأفق وخيط ثالث عند طرفها الآخر سائب حر الحركة.
يمثل حرف العصا خط نصف النهار (شمال ـ جنوب) في الصفيحة العادية، وعليه علامات تمثل تقاطع خط الأفق والمقنطرات وغيرها مع خط نصف النهار. وفي القسم العلوي من المسطرة علامات تمثل مراكز دوائر الأفق والمقنطرات، أما القسم السفلي فيحمل تقسيمات كتلك التي على العنكبوت وتتقاطع مع خط نصف النهار. وثمة تدريجات أخرى تستخدم لقياس الزوايا على أساس أن طول العصا يعادل 180 درجة.
ويمكّن هذا الأسطرلاب الخطي إجراء جميع العمليات المألوفة في الأسطرلاب العادي ولكن بأقل دقة.

## وصلات خارجية
- صورة للأسطرلاب الخطي.
- كتاب عصاة الطوسي وهو الأسطرلاب الخطّي موقع مكتبة قطر الرقمية